# 트레이시 라이너
트레이시 라이너(영어: Tracy Reiner, 1964년 7월 7일 ~ )는 미국의 배우이다.
본명은 트레이시 헨리(Tracy Henry)이고, 친어머니는 배우 겸 감독 페니 마셜이다. 어머니가 롭 라이너와 재혼하면서 그녀도 양녀로 들어갔다.

## 영화
- 프린세스 다이어리 2 (2004년)
- 뉴 위민 (2001년) - 프릿지 핼러 박사 역
- 라이딩 위드 보이즈 (2001년)
- 프린세스 다이어리 (2001년)
- 사랑하고 싶은 그녀 (1999년)
- 위드 프렌즈 라이크 디즈 (1998년)
- 아폴로 13 (1995년)
- 그들만의 리그 (1992년) - 베티 역
- 테드 & 비너스 (1991년)
- 프랭키와 쟈니 (1991년)
- 귀여운 여인 (1990년)
- 죽음의 붉은 마스크 (1989년)
- 해리가 샐리를 만났을 때 (1989년) - 에밀리 역
- 두 여인 (1988년)
- 다이 하드 (1988년)
- 위기의 암호명 (1986년)
- 사랑에 눈뜰 때 (1985년)